# Partido Popular de Navarra
El Partido Popular de Navarra es la organización territorial del Partido Popular (PP) en la Comunidad Foral de Navarra. Aunque se creó en 1989, fue refundado en octubre de 2008, ya que en virtud de un acuerdo político firmado en 1991 la organización había sido disuelta para hacer de Unión del Pueblo Navarro (UPN) el referente del PP en Navarra.
Anteriormente había existido una primitiva estructura política del PP en Navarra que, creada en 1989 como continuidad de Alianza Popular con la unión de este partido con el Partido Demócrata Popular y Partido Liberal, se disolvería en 1991 para integrarse orgánicamente en UPN.

## Fundación y disolución
El PP de Navarra celebró su primer congreso en febrero de 1990, siendo elegido como primer presidente Jaime Ignacio del Burgo con el voto de 112 de los 650 afiliados. Sustituyó así a Ángel Ciprés, presidente de Alianza Popular en Navarra, presidente del PP hasta que se constituyó la Gestora y Vicepresidente del PP hasta el Pacto de integración en UPN, a quien Jaime Ignacio del Burgo pidió porque éste se lo pidió. En la primera ejecutiva estaban, además de Jaime Ignacio del Burgo y entre otros, José Ignacio López Borderías, Ángel Ciprés, Fernando Labarga y José Luis Sarría. Su sede estuvo en la avenida de San Ignacio, esquina con la plaza Príncipe de Viana de Pamplona.
El Partido Popular se había presentado en coalición con Unión del Pueblo Navarro (UPN) en la convocatoria de elecciones generales de 1989. En 1991 el Partido Popular y UPN firmaron un pacto por el que el PP en Navarra quedaba disuelto y sus militantes integrados en UPN. Desde entonces, Unión del Pueblo Navarro sería el referente del Partido Popular en Navarra, de forma que todos sus representantes en Congreso y Senado se integrarían en los grupos parlamentarios del Partido Popular.

## Refundación
En octubre de 2008 se produjo la ruptura del pacto entre UPN y PP, tras las desavenencias entre ambos partidos, reflejada en la falta de acuerdo en la votación de los presupuestos del Estado para el 2009 en el Congreso de los Diputados de España, en el que UPN dio la instrucción de abstenerse. En esta votación se produjo una división de sus representantes. Uno de los diputados, Carlos Salvador, siguió la directriz de UPN, mientras que el otro, Santiago Cervera, siguió las del Grupo Parlamentario Popular votando en contra. Esto significó la expulsión de este último por parte de UPN, así como que el Partido Popular inicialmente suspendiera las relaciones con UPN y posteriormente se iniciara la refundación del partido en Navarra. El encargado de ésta es el que fue su fundador en Navarra, Jaime Ignacio del Burgo, que se dio de baja de UPN el 28 de octubre y se entrevistó con Mariano Rajoy, líder del PP.
El primer cargo destacado en afiliarse de nuevo al PP de Navarra fue el senador José Cruz Pérez Lapazarán, que lo hizo el 1 de noviembre. Otros responsables que se dieron de baja de UPN el 3 de noviembre son el único europarlamentario Javier Pomés, el también senador José Ignacio Palacios, Ángel Ciprés alcalde de Javier y expresidente de Alianza Popular y el diputado Santiago Cervera, para afiliarse en este partido y formar parte de la gestora constituyente. Además, varios concejales y otros cargos han dado el mismo paso. El senador Palacios será el coordinador de la comisión del PP, que organizará su congreso fundacional.
La declaración de los principios del PP de Navarra se hizo pública el 7 de noviembre. En la misma destacan la inequívoca vocación española de Navarra, el considerar al Régimen Foral como adecuado y que debe estar armonizado con la Constitución, apoyan el Amejoramiento del Fuero, y abogan por la derogación de la disposición transitoria cuarta de la Constitución. Se fomentará la cultura de Navarra en su inserción en el conjunto nacional español, incluyendo al euskera en la zona vascófona. También rechaza cualquier negociación con ETA, y se declara con vocación europea.
Las primeras encuestas sobre intención de voto (noviembre de 2008) atribuyeron al Partido Popular navarro un 9,1% de los votos, que se traducirían en 5 escaños sobre los 50 del Parlamento de Navarra. UPN perdería el mismo número de votos. Los mejores resultados del PPN se darían en la Ribera y la comarca de Pamplona.
En las elecciones europeas del 7 de junio de 2009 concurrió por primera vez en solitario. Unión del Pueblo Navarro ni concurrió a las elecciones ni pidió el voto para ninguna candidatura aunque Yolanda Barcina, recién elegida presidenta de UPN, lo pidió para quien mantenga los mismos principios y valores, en una alusión clara al Partido Popular. El PP obtuvo 75.989 votos en Navarra (38,50% en la comunidad), siendo la primera fuerza de dicha comunidad. Entre los eurodiputados electos se encontraba el militante del PP navarro Pablo Zalba Bidegain.

## Presidentes del Partido Popular de Navarra
- 1989-1991: Jaime Ignacio del Burgo, presidente.
- 1991-2008: No hubo presidente (al integrarse el partido en UPN).
- 2008-2009: José Ignacio Palacios, presidente de la Comisión Constituyente hasta la celebración del Congreso de Refundación.
- 2009-2012: Santiago Cervera Soto, presidente. Primero reelegido tras el Congreso de Refundación. Dimite tras ser detenido por su implicación en el chantaje al presidente de Caja Navarra.
- 2012-2014: Enrique Martín de Marcos, presidente. Dimite tras alegar "falta de apoyo, falta de confianza e incluso ignorancia" por parte de la dirección nacional del partido hacia la dirección regional.
- 2014-2017: Pablo Zalba Bidegain, presidente de la Gestora a la espera de la celebración de una junta directiva o un nuevo congreso regional.
- 2017-2022: Ana Beltrán Villalba, elegida con el 81,37% de los votos tras la celebración del VII congreso autonómico.
- 2022-Actualidad: Javier García Jiménez, elegido con el 97,22% de los votos tras la celebración del VIII congreso autonómico.

## Resultados electorales
| Elecciones y fecha | Votos  | %     | Diputados | Candidato               | Posición |
| ------------------ | ------ | ----- | --------- | ----------------------- | -------- |
| 1983 a             | 37.554 | 14,22 | 8/50      | José Luis Monge Recalde | 3.º      |
| 1987 a             | 11.985 | 4,29  | 2/50      | Miguel de Urquía Braña  | 7.º      |
| 2011               | 23.551 | 7,46  | 4/50      | Santiago Cervera        | 5.º      |
| 2015               | 13.289 | 3,93  | 2/50      | Ana Beltrán             | 6.º      |
| 2023               | 24.019 | 7,28  | 3/50      | Javier García Jiménez   | 5.º      |

a Como Alianza Popular y en las de 1983 dentro de Coalición Popular.
Entre 1991 y 2007, el Partido Popular se presentó dentro de las listas de Unión del Pueblo Navarro. En las elecciones de 2019, se presentó en las listas de Navarra Suma.

### Elecciones generales
| Elecciones y fecha | Votos   | %     | Diputados | Posición |
| ------------------ | ------- | ----- | --------- | -------- |
| 1982 a             | 76.255  | 16,59 | 1/5       | 2.º      |
| 1986 a             | 80.922  | 29,63 | 2/5       | 2.º      |
| 1989               | 92.216  | 33,18 | 3/5       | 1.º      |
| 1993               | 112.228 | 36,13 | 3/5       | 1.º      |
| 1996               | 120.335 | 37,12 | 2/5       | 1.º      |
| 2000               | 150.995 | 49,89 | 3/5       | 1.º      |
| 2004               | 127.653 | 37,60 | 2/5       | 1.º      |
| 2008               | 133.059 | 39,22 | 2/5       | 1.º      |
| 2011               | 126.516 | 38,21 | 2/5       | 1.º      |
| 2015               | 102.244 | 28,94 | 2/5       | 1.º      |
| 2016               | 106.976 | 31,90 | 2/5       | 1.º      |
| 2023               | 57.134  | 16,71 | 1/5       | 3.º      |

a Como Alianza Popular.
En las elecciones de abril de 2019 y noviembre de 2019, se presentó en las listas de Navarra Suma.